# میزبان (رمان)
میزبان (به انگلیسی: The Host) یک رمان رمانتیک، علمی تخیلی که توسط استفانی میر نوشته شده‌است. داستان رمان دربارهٔ نژادی از بیگانگان به نام سولز است که به دلیل اینکه معتقد هستند انسان‌ها بسیار ظالم هستند، زمین و ساکنین آن را تسخیر کرده‌اند. کتاب وضعیت یک سولز را توصیف می‌کند، هنگامی که ذهن انسان میزبان همکاری با او بر سر تصاحب شدن را نمی‌پذیرد. میزبان در ۶ مه ۲۰۰۸ منتشر گردید و تیراژ نسخه اولیه آن ۷۵۰٬۰۰۰ جلد بود. نسخه بین اللملی رمان میزبان با زبان انگلیسی در ۲ آوریل، ۲۰۰۸ در انگلستان، ایرلند، اندونزی، فیلیپین، استرالیا و هنگ کنگ توسط بخش انتشارات انگلستان منتشر شد. این رمان به زبان‌های کاتالان، چینی، ژاپنی، چکی، هلندی، سوئدی، آلمانی، پرتغالی، ایتالیایی، مجاری، رومانیایی، صربی، عبری و دانمارکی ترجمه شده‌است.

## خلاصه داستان
دنیا توسط گونه‌ای از موجودات بیگانه مورد حمله قرار گرفته‌است که ذهن میزبان مورد نظر را تسخیر کرده، درحالیکه جسم و بدن او را دست نخورده رها می‌کنند و بیشتر انسان‌های روی زمین تسلیم آن‌ها شده‌اند. ملانی (مل) استرایدر، یک دختر ۲۱ ساله و یکی از تنها بازماندگان حمله سولزها است و واندرر یک سول است که قبلاً در هشت سیاره دیگر مهمان بوده و مل نهمین میزبان او به‌شمار می‌رود. واندا، سول متجاوزی که در جسم ملانی جا گرفته، از مبارزاتی که زندگی در جسم یک انسان به دنبال دارد، آگاهی داشت همانند احساساتی شدید و گیج‌کننده و به دنبال آن خاطراتی زنده و روشن، اما در این میان مشکلی پیش آمد که واندرر انتظار آن را نداشت. صاحب قبلی جسم فعلی او حاضر نبود فکر و ذهن خود را تسلیم او کند.
ملانی افکار واندا را با تصاویر مردی که دوستش داشت و هنوز در خفا زندگی می‌کرد، پر می‌کند و واندرر که قادر نیست خود را از آرزوهای جسم میزبان خود جدا سازد، در آرزو دیدار مردی که هرگز او را ندیده، می‌سوزد. ملانی و واندرر که به دنبال فشار نیروهای متجاوز با یکدیگر متحد می‌شوند عازم سفری طولانی و خطرناک شده تا مردی را که هر دو دوستش دارند، بیابند.

## اقتباس سینمایی
نوشتار اصلی: میزبان (فیلم)
فیلم میزبان به کارگردانی اندرو نیکول و بازی سیرشا رونان در نقش ملانی، دستمایه اقتباس سینمایی قرار گرفت و در ۲۹ مارس ۲۰۱۳ اکران شد. شروع ساخت فیلم از سال ۲۰۰۹، توسط تولیدکنندگانی همچون نیک وسلر، استیو و پائولا شووارتز با استفاده از دارایی‌های مستقل خود برای بدست آوردن حقوق ساخت فیلم میزبان آغاز شد.